# Pergalumna decorata
Pergalumna decorata är en kvalsterart som beskrevs av Balogh och Sandór Mahunka 1977. Pergalumna decorata ingår i släktet Pergalumna och familjen Galumnidae. Inga underarter finns listade i Catalogue of Life.